# Cædwalla
Cædwalla (výslovnost ˈkædˌwɔːlə; * asi 659, † 20. dubna 689) byl anglosaský král Wessexu z rodu Cerdikovců přibližně od roku 685 do doby, než v roce 688 abdikoval. Jeho jméno je odvozeno od velšského jména Cadwallon. Jako mladík byl vyhoštěn z Wessexu a během tohoto období vytvořil svou vojenskou družinu a zaútočil na království Sussex a zabil jeho krále Æthelwealha. Cædwalla však nedokázal území Sussexu udržet a byl vyhnán Æthelwealhovými vévody. V roce 685 nebo 686 se stal králem Wessexu. Možná ho v této době zaměstnávalo potlačování konkurenčních dynastií, protože jeden raný zdroj zaznamenává, že Wessex byl ovládán „podkráli“ (subreguli) až do vlády krále Cædwally.
Po svém nástupu na trůn se Cædwalla vrátil do Sussexu a znovu ho dobyl. Dobyl také ostrov Wight, dopustil se genocidy, vyhladil zdejší vládnoucí dynastii a přinutil obyvatelstvo ostrova mečem, aby se vzdalo své pohanské víry a přijalo křesťanství. Získal kontrolu nad oblastí současného hrabství Surrey a nad královstvím Kent. V roce 686 instaloval svého bratra Mula coby krále Kentu. Mul o rok později uhořel při vzpouře svých poddaných a Cædwalla se vrátil a možná vládl Kentu po nějakou dobu osobně.
Cædwalla byl zraněn během dobývání ostrova Wight a možná z tohoto důvodu v roce 688 abdikoval, aby se nechal v Římě pokřtít. Do Říma dorazil v dubnu 689 a byl pokřtěn papežem Sergiem I. v sobotu před Velikonocemi. Zemřel o deset dní později 20. dubna 689. Jeho nástupcem na trůnu Wessexu se stal král Ine.

## Historické prameny
Hlavním zdrojem pro události v království Západních Sasů je Historia ecclesiastica gentis Anglorum (Církevní dějiny národa Anglů), kterou napsal asi roku 731 northumbrijský mnich a kronikář Beda Ctihodný. Beda získal spoustu informací o Cædwallovi od winchesterského biskupa Daniela. Bedův zájem spočíval primárně v christianizaci Západních Sasů, ale když vypráví historii církve, zabývá se významně i historií Západních Sasů a Cædwallou. Soudobý hagiografický text Život sv. Wilfrida sepsaný blíže téměř neznámým Štěpánem z Riponu také zmiňuje Cædwallu.
Dalším užitečným zdrojem je Anglosaská kronika, soubor análů shromážděných ve Wessexu na konci 9. století pravděpodobně na příkaz krále Alfreda Velikého. K Anglosaské kronice je připojen seznam králů a dob jejich vlády, nazývaný Západosaský genealogický královský seznam. Existuje také šest dochovaných listin, i když některé mají pochybnou pravost. Tyto listiny byly dokumenty vypracovanými, když králové věnovali půdu svým přívržencům nebo církvi. Představují jedny z nejstarších listinných pramenů v Anglii.

## Západosaské teritorium v 90. letech 7. století

Britská království v 7. století

Ke konci 7. století ovládali Západní Sasové západní část jižní Anglie, ačkoli přesné hranice jejich území jsou těžko definovatelné. Na západ od nich rozkládalo domorodé britonské království Dumnonie (na území současných hrabství Devon a Cornwall). Na sever od nich byla Mercie, jejíž král Wulfhere během své vlády v jižní Anglii dominoval. V roce 674 po něm nastoupil jeho bratr Æthelred, který byl podél hranice s Wessexem méně vojensky aktivní než Wulfhere. Přesto Západní Sasové nezískali zpět územní zisky, kterých dosáhl Wulfhere. Na jihovýchodě bylo království Sussex (nynější hrabství Sussex) a na východě byli Východní Sasové, kteří ovládali Londýn.
Ne všechna místa zmiňovaná v Anglosaské kronice lze identifikovat, ale je zřejmé, že Západní Sasové bojovali na severu současného hrabství Somerset, na jihu současného hrabství Gloucestershire a na severu současného hrabství Wiltshire, a to jak proti Britonům, tak i proti mercijským protivníkům. Směrem na západ a na jih je důkazem rozsahu západosaského vlivu skutečnost, že král Cenwalh, který vládl v letech 642–673, je zmíněn jako první saský patron opatství v Sherborne (hrabství Dorset, viz mapka); podobně je král Centwine (676–685) prvním saským patronem opatství v Glastonbury (hrabství Somerset, viz mapka). Nepochybně se tyto kláštery v té době nacházely na území Wessexu. Na západě v Devonu bylo město Exeter pod západosaskou kontrolou od roku 680, protože pozdější mohučský arcibiskup Bonifác se tam vzdělával zhruba v té době.

## Cædwallův původ
Beda Ctihodný tvrdí, že Cædwalla byl „odvážný mladý muž z královského rodu Gewissæ“, a udává jeho věk asi třicet let v době jeho smrti v roce 689. Z toho se odvozuje rok Cædwallova narození: asi rok 659. Jméno kmene „Gewisové“ používá Beda Ctihodný jako ekvivalent k termínu „Západní Sasové“: genealogie Západních Sasů sledují jejich předky zpátky až k údajnému eponymnímu praotci jménem „Gewis“. Podle Anglosaské kroniky měl být Cædwalla synem Coenberhta („krále na území Západních Sasů“), a byl tedy jako potomek krále Ceawlina i potomkem krále Cerdika, jenž měl jako první Gewis přistát v Anglii. Zdá se však, že mnoho problémů a rozporů v Západosaském genealogickém královském seznamu je částečně způsobeno snahou pozdějších jeho opisovačů prokázat, že každý král na seznamu byl potomkem krále Cerdika a s Cædwallovým rodokmenem je tedy potřeba zacházet opatrně. Jeho jméno je anglicizovaná forma britonského jména „Cadwallon“, což může naznačovat jeho britonské předky.

## První tažení do Sussexu
První zmínka o Cædwallovi je v Životě sv. Wilfrida, ve kterém je popsán jako šlechtic žijící ve vyhnanství v lesích Chiltern (na severozápad od Londýna, viz mapka) a Andred (v jihovýchodní Anglii zhruba na pomezí Sussexu a Kentu, viz mapka). V 7. století nebylo neobvyklé, že budoucí král strávil část života v exilu, než získal trůn. Dalším prominentním příkladem je třeba northumbrijský král Oswald. Podle Anglosaské kroniky v roce 685 Cædwalla „začal bojovat o království“. Vzdor svému vyhnanství byl schopný shromáždit dost vojenské síly, aby porazil a zabil sussexského krále Æthelwealha. Brzy byl však vyhnán Æthelwealhovými vévody Berthunem a Andhunem, „kteří od té doby spravovali zemi“, možná jako králové.
Dle Anglosaské kroniky předal mercijský král Wulfhere ostrov Wight a údolí řeky Meon ve východní části současného hrabství Hampshire pod Æthelwealhovu kontrolu v roce 661. Ale podle Bedy Ctihodného k tomu došlo „krátce před“ misí sv. Wilfrida k Jižním Sasům v 80. letech 7. století, což znamená poněkud pozdější datum. Wulfherův útok na pahorkatinu Ashdown (v jižní Anglii na území současných hrabství Berkshire a Oxfordshire, viz mapka), Anglosaskou kronikou také datovaný do roku 661, se tak rovněž mohl uskutečnit později. Pokud by k těmto událostem došlo na počátku 80. let nebo krátce předtím, lze Cædwallovo napadení krále Ælthelwealha vysvětlit jako reakci na tlak Mercie.
Dalším náznakem existující politické a vojenské situace může být rozdělení západosaské diecéze se sídlem ve vesničce Dorchester-on-Thames (viz mapka) v 60. letech 7. století. Sídlem nové diecéze se stal Winchester ležící velmi blízko k hranici Sussexu. Beda Ctihodný vysvětluje rozdělení diecéze tím, že král Cenwalh byl unavený z franckých kázání biskupa v Dorchesteru. Pravděpodobnější ale je, že to byla reakce na tlak Mercie, který si vynutil západosaskou expanzi, jako jsou kupříkladu Cædwallovy vojenské aktivity, směrem na západ, jih a východ, spíše než na sever. Cædwallovy vojenské úspěchy mohou být příčinou toho, že v této době se termín „Západní Sasko“ začíná v soudobých zdrojích používat místo termínu „Gewisové“. Od této doby začali Západní Sasové vládnout jiným anglosaským národům.

## Nástup na trůn a vláda

Mapka Wessexu a sousedních království v době krále Cædwally s místy zmíněnými v článku

V roce 685 nebo 686 se Cædwalla stal králem Západních Sasů poté, co jeho předchůdce král Centwine odešel do ústraní kláštera. Není známo, zda Centwinova abdikace byla vynucena jeho nástupcem Cædwallou nebo byla dobrovolná. Když Cædwalla převzal kontrolu nad královstvím, jeho blízký příbuzný Cenred (asi 670/676–705/717) si dokázal udržet svou pozici „podkrále“ (subregulus). Ve starší verzi Historia Ecclesie Abbendonensis je Caedwalla popisován jako nástupce Cissy ( † asi 699), což naznačuje, že byl Cissa coby regulus (malý král) sesazen kolem roku 685. Cædwallova listina z roku 688 nese Cissův podpis, aniž by ale udávala jeho titul.
Beda Ctihodný zmiňuje Cædwallovu dvouletou vládu končící rokem 688. Ale pokud jeho panování bylo kratší než tři roky, pak by mohl nastoupit na trůn v roce 685. Západosaský genealogický královský seznam zmiňuje jeho panování v délce tří let, s jednou variantou zmiňující dva roky.
Podle Bedy Ctihodného byl Wessex před Cædwallovou vládou byl ovládán „podkráli“, jejichž území byla podmaněna a oni sami odstraněni, když se Cædwalla stal králem. Tento údaj se vykládal tak, že Cædwalla sám ukončil vládu „podkrálů“, ale Beda Ctihodný to přímo neříká. Beda Ctihodný pokládá smrt krále Cenwalha za začátek desetiletého období, ve kterém Západním Sasům tito „podkrálové“ vládli. V současnosti se klade Cenwalhova smrt do období kolem roku 673, což je však poněkud neslučitelné s Cædwallovými daty. Je možné, že Cædwallův předchůdce coby král Západních Sasů Centwine započal svou vládu jako spoluvládce, ale v době, kdy se Cædwalla stal králem, byl již uznávaný jako král jediný. Mohlo to být i tak, že „podkrálové“ byli další dynastickou větví západosaské královské linie, která soupeřila o moc s Centwinem a Cædwallou. Jejich vykreslení jako „podkrálů“ může být způsobeno nikoliv nestranným vylíčením situace, které Bedovi Ctihodnému poskytl winchesterský biskup Daniel, hlavní informátor o západosaských událostech. Je také možné, že ne všichni „podkrálové“ byli sesazeni. Král Bealdred, který vládl v oblasti současného hrabství Somerset a západního Wiltshiru, je zmíněn ve dvou darovacích listinách, jedné datované rokem 681 a další rokem 688. Nicméně oba dokumenty jsou některými historiky považovány za podvrhy. Situaci ještě více mate další darovací listina, tentokrát považovaná za pravou, prokazující, že Ineův otec král Cenred stále vládne ve Wessexu i po nástupu Inea na trůn.
Jakmile se Cædwalla stal králem, znovu zaútočil na Sussex, tentokrát zabil Berthuna a „statut provincie byl snížen na horší stav podřízenosti“. Rovněž dobyl ostrov Wight, který byl stále nezávislým jutským pohanským královstvím, dal zabít všechny obyvatele na ostrově a znovu ho osídlil svými vlastními lidmi. Dosavadní král ostrova Arwald zanechal jako své dědice své dva mladé bratry. Ti z ostrova uprchli, byli ale dopadeni v Stonehamu (viz mapka) v současném hrabství Hampshire a zabiti na Cædwallův příkaz, ačkoli ho kněz přesvědčil, aby je nechal před popravou pokřtít. Beda Ctihodný také zmiňuje, že Cædwalla byl zraněn. Zotavoval se ze svých zranění, když ho kněz vyhledal, aby požádal o povolení pokřtít oba prince.
V darovací listině z roku 688 Cædwalla uděluje pozemky ve Farnhamu (viz mapka) pro tamní klášterní kostel, takže je evidentní, že Cædwalla ovládal území současného hrabství Surrey. V roce 686 také napadl Kent a zřejmě založil klášter v Hoo (severovýchodně od Rochesteru, mezi řekami Medway a Temže, viz mapka). Místo krále Eadrika instaloval jako krále Kentu svého bratra Mula. Podle Anglosaské kroniky byl Mul během následné kentské vzpoury „spálen“ spolu s dvanácti dalšími. Cædwalla odpověděl obnoveným tažením proti Kentu, proměnil ho v pustinu a zanechal ho ve stavu chaosu. Po této druhé invazi mohl vládnout Kentu přímo.

## Cædwalla a křesťanství

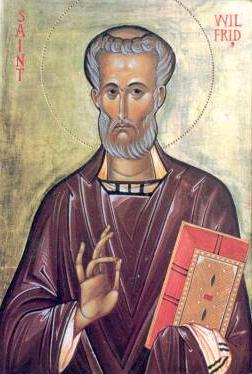
sv. Wilfrid, Cædwallův duchovní otec

Když Cædwalla nastoupil na trůn Wessexu, nebyl pokřtěný a nepokřtěný zůstal po celou dobu své vlády. Ale ačkoli je často označován jako pohan, není to nutně nejvýstižnější charakteristika. Mohl být již křesťanem ve svém nitru, ale oddálil svůj křest na dobu podle svého výběru. Církev respektoval a listinné důkazy prokazují vícenásobné donace kostelům a náboženským stavbám. Když Cædwalla poprvé zaútočil na Sussex, byl Wilfrid u dvora krále Æthelwealha a po Æthelwealhově smrti se připojil ke Cædwallovi. Život sv. Wilfrida zaznamenává, že Cædwalla hledal u Wilfrida duchovní útěchu.
Beda Ctihodný prohlašuje, že Cædwalla se zavázal věnovat církvi čtvrtinu ostrova Wight, pokud ostrov dobude, a že Wilfrid byl beneficientem, když byl slib splněn. Beda Ctihodný také říká, že Cædwalla souhlasil s tím, že se dědici krále ostrova Wight Arwalda nechají pokřtít dříve, než budou popraveni. Dvě z Cædwallových listin byly dary pozemků Wilfridovi a existují i další důkazy o spolupráci Cædwally s Wilfridem a biskupem Východních Sasů Eorcenwaldem na vytvoření církevní infrastruktury pro Sussex.] Neexistuje však žádný důkaz, že by Wilfrid měl jakýkoli vliv na Cædwallovu sekulární činnost nebo na jeho vojenská tažení.
Wilfridovo spojení s Cædwallou mohlo být pro něj přínosem jiným způsobem: Život sv. Wilfrida tvrdí, že arcibiskup z Canterbury Theodore vyjádřil přání, aby se po něm Wilfrid stal arcibiskupem, a pokud je to pravda, může to být výrazem Wilfridova spojení s Cædwallovou nadvládou v jižní Anglii.

## Abdikace, křest a smrt
V roce 688 král Cædwalla abdikoval a vydal se na pouť do Říma, pravděpodobně protože umíral na zranění, která utrpěl během bojů na ostrově Wight. Cædwalla nebyl křtěný a Beda Ctihodný tvrdí, že si král přál „získat zvláštní privilegium očištění křestem ve svatostánku požehnaných apoštolů“. Zastavil se ve francké říši v městečku Samer poblíž Calais, kde věnoval peníze na založení kostela. Rovněž je také zaznamenáno jeho přijetí u dvora langobardského krále Cuniperta v severní Itálii. V Římě ho pokřtil papež Sergius I. v sobotu před Velikonocemi (podle Bedy Ctihodného). Cædwalla obdržel křestní jméno Petr a krátce nato zemřel „stále ve svém bílém oděvu“. Pohřben byl ve svatopeterské bazilice. Bedova Historia ecclesiastica gentis Anglorum a Anglosaská kronika se shodují v tom, že Cædwalla zemřel 20. dubna. Anglosaská kronika ale říká, že zemřel sedm dní po svém křtu, i když sobota před Velikonocemi byla toho roku 10. dubna. Epitaf na jeho hrobce ho nazýval „králem Sasů“.
Zdá se, že Cædwallův odjezd v roce 688 vedl k nestabilitě na jihu Anglie. Jeho nástupce král Ine abdikoval v roce 726, přičemž Západosaský genealogický královský seznam tvrdí, že vládl třicet sedm let. Z toho vyplývá, že jeho vláda začala v roce 689 místo roku 688. To by mohlo znamenat nestabilní období mezi abdikací krále Cædwally a nástupem krále Inea na trůn. Královský úřad se v roce 688 změnil také v Kentu, kde trůn převzal zřejmě mercijský klient Oswine. Existují důkazy o vlivu Essexu v Kentu v letech bezprostředně následujících po Cædwallově abdikaci.
V roce 694 král Ine získal od Kentu náhradu 30 000 pencí za Mulovu smrt. Tento obnos představoval hodnotu života „korunního prince“ (æthelinga) v saském systému Wergeld. Zdá se, že král Ine si udržel kontrolu nad současným hrabstvím Surrey, ale neobnovil vládu nad Kentem. Moc žádného krále Wessexu nesahala potom tak daleko na východ až do vlády krále Ecgberhta o sto let později.

## Galerie

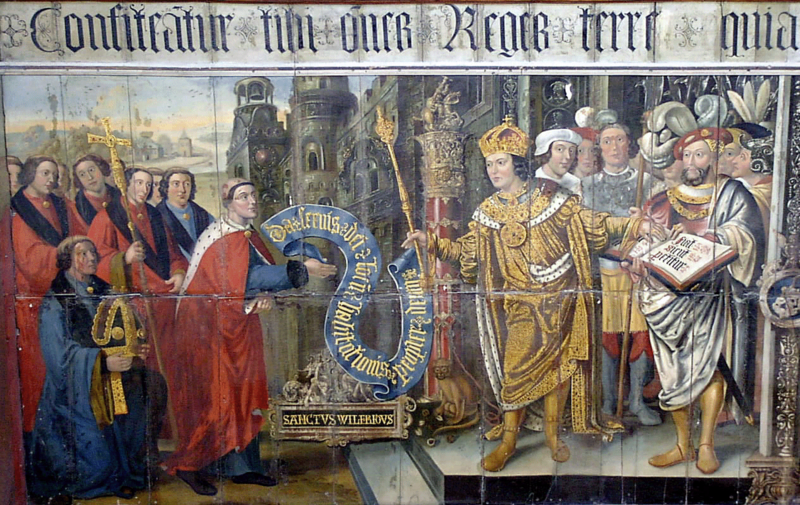
Nástěnná malba od renesančního malíře Lamberta Barnarda z počátku 16. století, znázorňující krále Cædwallu, potvrzujícího Wilfridovi donaci zabitého krále Æthelwealha
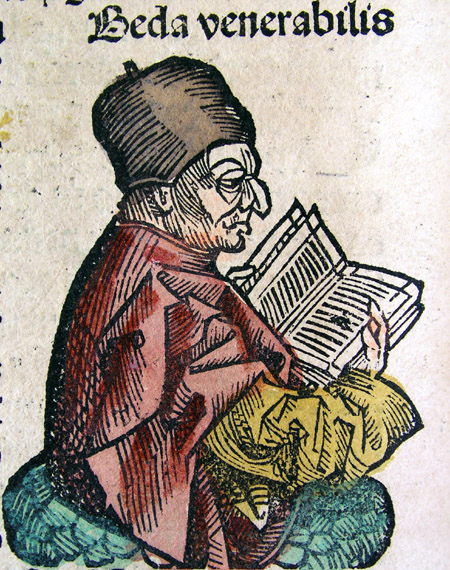
Zobrazení Bedy Ctihodného v Norimberské kronice z roku 1493
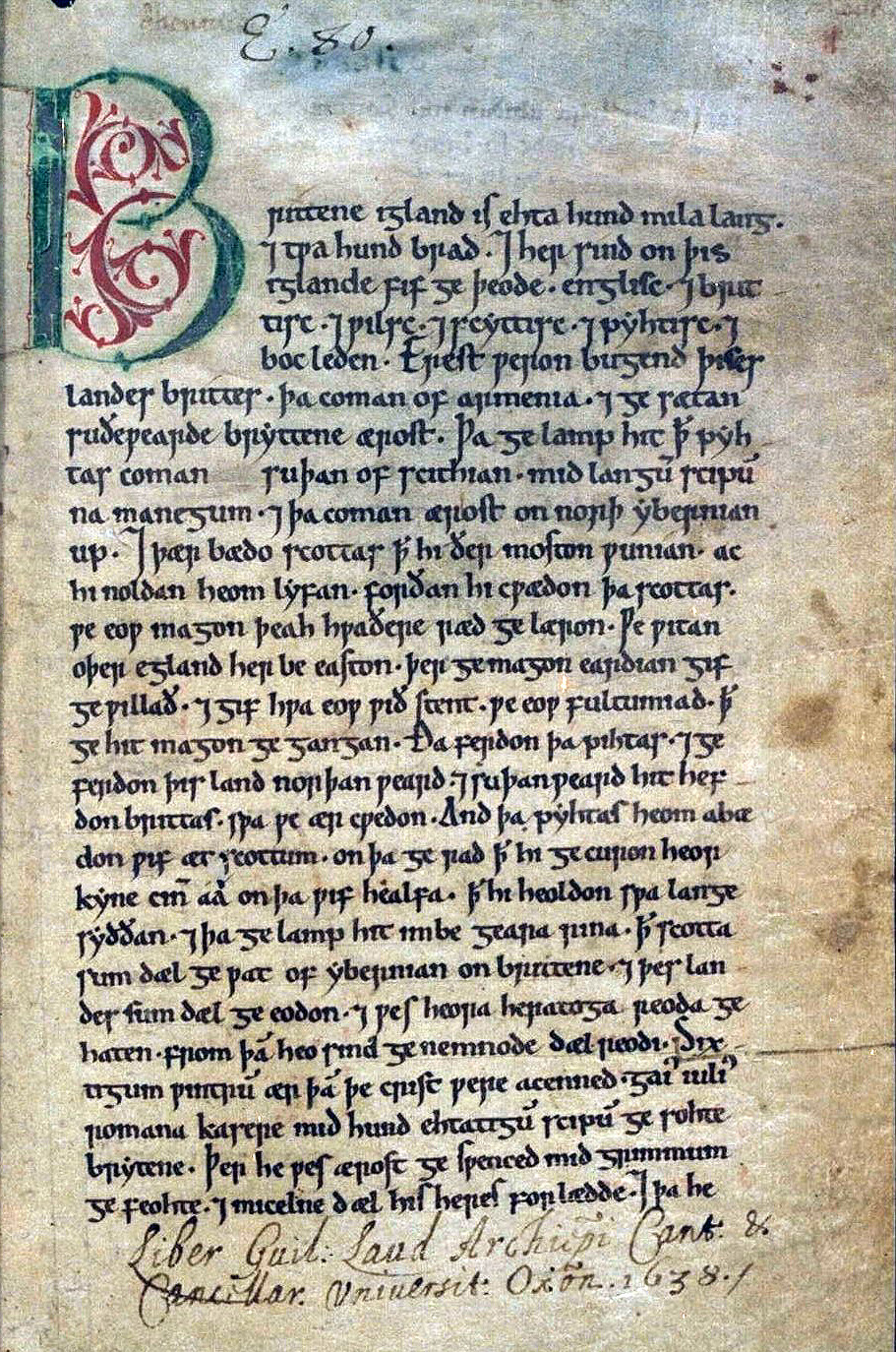
První strana opisu Anglosaské kroniky, uchovaného v Peterborough